# Biets lijstergaai
Biets lijstergaai (Ianthocincla bieti, voorheen Garrulax bieti) is een zangvogel uit de familie Leiothrichidae. Deze vogel is genoemd naar de Franse missionaris Felix Biet (1838-1904). 

## Verspreiding en leefgebied
Deze soort is endemisch in de bergen van zuidwestelijk China, met name in zuidwestelijk Sichuan en noordwestelijk Yunnan.

## Status
De grootte van de populatie is in 2001 geschat op 2500-10.000 volwassen vogels. Aangenomen wordt dat deze kleine populatie daalt door ontbossing. Op de Rode lijst van de IUCN heeft deze soort daarom de status kwetsbaar.